# Liste der Monuments historiques in Baguer-Morvan
Die Liste der Monuments historiques in Baguer-Morvan führt die Monuments historiques in der französischen Gemeinde Baguer-Morvan auf.

## Liste der Objekte
| Bezeichnung                            | Beschreibung                                                    | Standort                               | Kennzeichnung | Schutzstatus | Datum | Bild           |
| -------------------------------------- | --------------------------------------------------------------- | -------------------------------------- | ------------- | ------------ | ----- | -------------- |
| Skulptur des Altars: Christus am Kreuz | Holz, Ende des 17. Jahrhunderts, Sockel aus dem 19. Jahrhundert | in der Kirche St-Pierre-St-Paul (Lage) | PM35002831    | Inscrit      | 1999  |                |
| Skulptur Madonna mit Kind              | Holz, polychrom gefasst, 14. Jahrhundert                        | in der Kirche St-Pierre-St-Paul (Lage) | PM35002830    | Inscrit      | 1999  | weitere Bilder |
| Grabplatte für Pierre Even             | Granit, 1675                                                    | in der Kirche St-Pierre-St-Paul (Lage) | PM35002829    | Inscrit      | 1999  |                |
| Grabplatte                             | Granit, 13. Jahrhundert                                         | in der Kirche St-Pierre-St-Paul (Lage) | PM35000022    | Classé       | 1953  |                |